# The Seagull
The Seagull es una película estadounidense de drama dirigida por Michael Mayer con un guion de Stephen Karam, basada en la obra del mismo nombre de Anton Chéjov. Es protagonizada por Annette Bening, Saoirse Ronan, Corey Stoll, Elisabeth Moss, Mare Winningham, Jon Tenney Glenn Fleshler, Michael Zegen, Billy Howle y Brian Dennehy. El rodaje comenzó en junio de 2015 en la ciudad de Nueva York y tuvo su estreno mundial en el Festival de Cine de Tribeca el 21 de abril de 2018. Fue estrenada en Estados Unidos el 11 de mayo de 2018 por Sony Pictures Classics. 

## Sinopsis
Como cada verano, Irina, una mujer que vive en Moscú, se aloja en la villa familiar donde viven su hijo Konstantin y su hermano Sorin. Acompañada de su amante, el exitoso dramaturgo Boris Trigorin, Irina reina sobre una pequeña corte formada por miembros de su familia y la del mayordomo de la finca situada a la orilla de un lago. En esta cálida estación, a Konstantin le entusiasma la idea de presentar la obra que acaba de escribir a su madre y al resto de su séquito. Eligió a Nina, una vecina de la que está enamorado, para interpretarla. La pureza y el idealismo de la chica seducen rápidamente a Boris, lo que repercute en el frágil equilibrio del hogar.

## Reparto
- Annette Bening como Irina Arkadina.[2]
- Saoirse Ronan como Nina Zarechnaya.[2]
- Corey Stoll como Boris Trigorin.[2]
- Elisabeth Moss como Masha.[3]
- Mare Winningham como Polina.
- Jon Tenney como el Dr. Dorn[3]
- Glenn Fleshler como Shamrayev.
- Michael Zegen como Mikhail.
- Billy Howle como Konstantin Treplyov.[2]
- Brian Dennehy como Sorin.

## Producción
El 13 de mayo de 2015, se anunció que Michael Mayer dirigiría la adaptación de la obra de Anton Chekhov La gaviota, con un guion de Stephen Karam. Saoirse Ronan y Annette Bening la protagonizarían junto con Corey Stoll y Billy Howle. Los productores son Leslie Urdang, Tom Hulce y Robert Salerno.
La filmación comenzó el 29 de junio de 2015 en la ciudad de Nueva York, con gran parte de la película rodada en Arrow Park en Monroe, NY.     

## Estreno
En octubre de 2017, Sony Pictures Classics adquirió los derechos de distribución de la película. La película tuvo su premier mundial en el Festival de Cine de Tribeca el 21 de abril de 2018. Fue estrenada el 11 de mayo de 2018.